# Meet Virginia
«Meet Virginia» es un sencillo de la banda de rock alternativo Train, de su primer álbum debut homónimo. Fue lanzado como el segundo sencillo de su primer álbum y ha sido el sencillo más exitoso.

## Lista de canciones
1. «Meet Virginia» (Versión pop) 3:44
2. «Meet Virginia» (Álbum Versión) 4:00
3. «If You Leave» (Live) 3:26
4. «I Am» (Live) 3:26
5. «I Am» (Live) 4:35
6. «Train» (Live) 5:50

## Recepción de la crítica
Roxanne Blanford de Allmusic dijo: "Meet Virginia"  es una de las canciones de Train que ha inspirado a muchos por sus letras reflexivas".

## Videoclip
"Meet Virginia" tiene un videoclip musical que ocurre en un lugar de su país donde hay estrellas, donde aparece la actriz Rebecca Gayheart.

## Posicionamiento[2]

### Posiciones peak
| Listas (1999)                | Posición |
| ---------------------------- | -------- |
| Australia (ARIA Charts)      | 91       |
| Canadá (RPM)                 | 15       |
| U.S. Adult Top 40            | 2        |
| U.S. Top 40 Mainstream       | 10       |
| U.S. Billboard Hot 100       | 15       |
| U.S. Modern Rock Tracks      | 25       |
| U.S. Mainstream Rock Tracks  | 21       |
| Listas (2000)                | Posición |
| U.S. Top 40 Adult Recurrents | 1        |

### Listas de fin de año
| Lista de fin de año (2000) | Posición |
| -------------------------- | -------- |
| U.S. Billboard Hot 100     | 70       |